# كيث شيريدان
كيث شيريدان (26 مارس 1971 - ) (بالإنجليزية: Keith Sheridan)‏ هو لاعب كريكت بريطاني. شارك في دورة ألعاب الكومنولث 1998.